# Internazionali Femminili di Palermo 2019 - Doppio
Kristina Mladenovic e Katarzyna Piter erano le detentrici dell'ultima edizione disputata nel 2013, ma non hanno preso parte a questa edizione del torneo.
In finale Cornelia Lister e Renata Voráčová hanno sconfitto Ekaterine Gorgodze e Arantxa Rus con il punteggio di 7–6(2), 6-2.

## Teste di serie
Le teste di serie numero uno ricevono un bye per il secondo turno.
1. Cornelia Lister /  Renata Voráčová (campionesse)
2. Georgina García Pérez /  Fanny Stollár (primo turno)

1. Daria Gavrilova /  Peng Shuai (semifinale)
2. Giorgia Marchetti /  Laura Pigossi (primo turno)

## Wildcard
1. Elisabetta Cocciaretto /  Federica Rossi (secondo turno)

1. Federica Bilardo /  Dalila Spiteri (secondo turno)

## Tabellone

### Legenda
| - Q = Qualificato - WC = Wild card - LL = Lucky loser | - ALT = Alternate - SE = Special Exempt - PR = Protected Ranking | - w/o = Walkover - r = Ritirato - d = Squalificato |

|  | Primo turno                | Primo turno                     | Primo turno                     | Primo turno                     | Primo turno |  |  | Quarti di finale           | Quarti di finale           | Quarti di finale        | Quarti di finale   | Quarti di finale |   |     | Semifinali    | Semifinali          | Semifinali          | Semifinali       | Semifinali       |    |   | Finale | Finale | Finale | Finale | Finale |  |
|  |                            |                                 |                                 |                                 |             |  |  |                            |                            |                         |                    |                  |   |     |               |                     |                     |                  |                  |    |   |        |        |        |        |        |  |
|  |                            |                                 |                                 |                                 |             |  |  |                            |                            |                         |                    |                  |   |     |               |                     |                     |                  |                  |    |   |        |        |        |        |        |  |
|  |                            |                                 |                                 |                                 |             |  |  | 1                          | C Lister R Voráčová        | C Lister R Voráčová     | 7                  | 6                |   |     |               |                     |                     |                  |                  |    |   |        |        |        |        |        |  |
|  | J Paolini S Sorribes Tormo | J Paolini S Sorribes Tormo      | J Paolini S Sorribes Tormo      | 4                               | 2           |  |  |                            | L Arruabarrena P Badosa    | L Arruabarrena P Badosa | 5                  | 4                |   |     |               |                     |                     |                  |                  |    |   |        |        |        |        |        |  |
|  | L Arruabarrena P Badosa    | L Arruabarrena P Badosa         | L Arruabarrena P Badosa         | 6                               | 6           |  |  |                            |                            |                         |                    |                  |   |     | 1             | C Lister R Voráčová | 7                   | 3                | [10]             |    |   |        |        |        |        |        |  |
|  | 3                          | D Gavrilova S Peng              | 63                              | 6                               | [10]        |  |  |                            |                            | 3                       | D Gavrilova S Peng | 65               | 6 | [6] |               |                     |                     |                  |                  |    |   |        |        |        |        |        |  |
|  |                            | E Bogdan C Dinu                 | 7                               | 4                               | [8]         |  |  | 3                          | D Gavrilova S Peng         | 6                       | 6                  | [10]             |   |     |               |                     |                     |                  |                  |    |   |        |        |        |        |        |  |
|  |                            | M Di Giuseppe G Gatto-Monticone | M Di Giuseppe G Gatto-Monticone | M Di Giuseppe G Gatto-Monticone |             |  |  | WC                         | E Cocciaretto F Rossi      | 7                       | 1                  | [3]              |   |     |               |                     |                     |                  |                  |    |   |        |        |        |        |        |  |
|  | WC                         | E Cocciaretto F Rossi           | E Cocciaretto F Rossi           | E Cocciaretto F Rossi           | w/o         |  |  |                            |                            |                         |                    |                  |   |     | 1             | C Lister R Voráčová | C Lister R Voráčová | 7                | 6                |    |   |        |        |        |        |        |  |
|  | A Bai N Geuer              | A Bai N Geuer                   | 6                               | 3                               | [10]        |  |  |                            |                            |                         |                    |                  |   |     |               |                     |                     | E Gorgodze A Rus | E Gorgodze A Rus | 62 | 2 |        |        |        |        |        |  |
|  | G Cé PC Gonçalves          | G Cé PC Gonçalves               | 2                               | 6                               | [4]         |  |  | A Bai N Geuer              | A Bai N Geuer              | 6                       | 4                  |                  |   |     |               |                     |                     |                  |                  |    |   |        |        |        |        |        |  |
|  |                            | A Grymalska R van der Hoek      | A Grymalska R van der Hoek      | 6                               | 7           |  |  | A Grymalska R van der Hoek | A Grymalska R van der Hoek | 4                       | 1                  | r                |   |     |               |                     |                     |                  |                  |    |   |        |        |        |        |        |  |
|  | 4                          | G Marchetti L Pigossi           | G Marchetti L Pigossi           | 4                               | 5           |  |  |                            |                            |                         |                    |                  |   |     | A Bai N Geuer | A Bai N Geuer       | A Bai N Geuer       | 3                | 4                |    |   |        |        |        |        |        |  |
|  | P Thombare E Wacanno       | P Thombare E Wacanno            | P Thombare E Wacanno            | 62                              | 64          |  |  |                            |                            | E Gorgodze A Rus        | E Gorgodze A Rus   | E Gorgodze A Rus | 6 | 6   |               |                     |                     |                  |                  |    |   |        |        |        |        |        |  |
|  | E Gorgodze A Rus           | E Gorgodze A Rus                | E Gorgodze A Rus                | 7                               | 7           |  |  |                            | E Gorgodze A Rus           | E Gorgodze A Rus        | 7                  | 6                |   |     |               |                     |                     |                  |                  |    |   |        |        |        |        |        |  |
|  | WC                         | F Bilardo D Spiteri             | 7                               | 2                               | [10]        |  |  | WC                         | F Bilardo D Spiteri        | F Bilardo D Spiteri     | 5                  | 1                |   |     |               |                     |                     |                  |                  |    |   |        |        |        |        |        |  |
|  | 2                          | G García Pérez F Stollár        | 5                               | 6                               | [8]         |  |  |                            |                            |                         |                    |                  |   |     |               |                     |                     |                  |                  |    |   |        |        |        |        |        |  |